# Calyptomyrmex duhun
Calyptomyrmex duhun (лат.) — вид мелких муравьёв рода Calyptomyrmex из подсемейства Myrmicinae (Formicidae). Африка (ДРК, Кения, Танзания, Уганда).

## Описание
Мелкие муравьи, длина тела около 3 мм. Длина головы (HL) от 0,78 до 0,84 мм, ширина  (HW) от 0,76 до 0,82 мм. От других африканских видов рода отличается поперечной бороздчатостью дорзальной части проподеума. Длина скапуса усика (SL) от 0,47 до 0,51 мм. Основная окраска тела тёмно-коричневого цвета (брюшко светлее). Голова и тело покрыты чешуевидными волосками. Проподеум угловатый с зубцами. Глаза мелкие (всего около 10 омматидиев). На голове развиты глубокие усиковые бороздки, полностью вмещающие антенны. Усики самок и рабочих 12-члениковые с булавой из 3 вершинных члеников (у самцов усики 12-члениковые, но без булавы). Максиллярные щупики 2-члениковые, нижнечелюстные щупики из 2 члеников. Наличник широкий с двулопастным выступом (клипеальная вилка). Стебелёк между грудкой и брюшком состоит из двух члеников: петиолюса и постпетиолюса (последний четко отделен от брюшка), жало развито, куколки голые (без кокона). Петиоль, постпетиоль и брюшко пунктированные. Вид был впервые описан в 1981 году английским мирмекологом Барри Болтоном (B.Bolton, British Museum (Natural History), Лондон, Великобритания).